# Piotr Bąk (samorządowiec)
Piotr Bąk (ur. 19 maja 1958 w Zakopanem) – polski działacz samorządowy i harcerski, geodeta, burmistrz Zakopanego w latach 2002−2006, starosta tatrzański w latach 2014−2024.

## Rodzina i edukacja
Syn Józefa i Natalii. Absolwent Liceum Ogólnokształcącego im. Oswalda Balzera w Zakopanem (1977), później Akademii Rolniczej w Krakowie, gdzie uzyskał dyplom magistra inżyniera geodety.

## Działalność harcerska
Działał w harcerstwie, gdzie zdobył stopień harcmistrza i był drużynowym oraz komendantem V Szczepu „Hyrny” w Zakopanem. W 1980 roku brał udział w spotkaniach działaczy harcerskich, zmierzających do powołania niezależnych struktur harcerskich. Był jednym z założycieli Kręgu Instruktorów Harcerskich im. Andrzeja Małkowskiego (1980), a także redaktorem (obok Ryszarda Kłeka, Macieja Krupy, Zbigniewa Słupa i Macieja Zubka) zakopiańskiego pisma KIHAM „Czuj Duch”. Od 1982 roku organizował kolportaż niezależnych wydawnictw, brał udział w organizacji akcji przerzutu literatury religijnej na Słowację. Był komendantem zlotu Ruchu Harcerstwa Rzeczypospolitej, który odbył się w dniach 25–27 maja 1984 roku. Członek Komitetu Założycielskiego ZHR, a  w latach 1989–1995 – przewodniczący Zarządu Obwodu Tatrzańskiego Związku Harcerstwa Rzeczypospolitej. Jeden z organizatorów Białej Służby podczas pielgrzymki Ojca św. Jana Pawła II na Podhale i w Tatry 1997.

## Działalność polityczna
W 1990 wybrany do rady gminy Tatrzańskiej, która została zlikwidowana w 1994 roku. W 1995 wybrany do rady miasta Zakopanego, ponownie wybrany w 1998 roku. Od 1995 do 2001 roku pełnił funkcje zastępcy burmistrza Zakopanego. W 2002 roku wybrany na burmistrza miasta Zakopane. W 2006 roku nie został wybrany na kolejną kadencję, 26 listopada przegrał w II turze wyborów, uzyskując 39,85% głosów. W 2010 roku wybrany do rady powiatu tatrzańskiego z list Prawa i Sprawiedliwości. Ponownie wybrany do Rady w 2014, został wybrany starostą powiatu tatrzańskiego. W kolejnych wyborach w 2018 roku pownownie wybierany do rady powiatu i na starostę. Od października 2015 członek Narodowej Rady Rozwoju powołanej przez prezydenta Andrzeja Dudę. W 2024 uzyskał mandat radnego powiatu. W maju tego samego roku zakończył pełnienie funkcji starosty tatrzańskiego.  Wszedł w skład komitetu wspierającego kandydaturę Karola Nawrockiego na prezydenta RP w wyborach w 2025.

## Odznaczenia
W 2013 roku otrzymał Krzyż Wolności i Solidarności. W 2016 roku został odznaczony przez prezydenta RP Andrzeja Dudę Krzyżem Kawalerskim Orderu Odrodzenia Polski za wybitne zasługi dla rozwoju samorządu terytorialnego, za osiągnięcia w podejmowanej z pożytkiem dla kraju pracy zawodowej i społecznej.

## Życie prywatne
Jest żonaty (żona Joanna, nauczycielka), ma troje dzieci (synów Pawła i Karola oraz córkę Zuzannę). Jest prezesem Stowarzyszenia Klub im. Władysława Zamoyskiego w Zakopanem.